# Атракція
Атракція (лат. attractio — притягування, привернення, англ. attraction, interpersonal attraction) — виникнення при сприйманні індивіда індивідом взаємної привабливості, розуміння і прийняття один одного у взаємодії, коли не тільки узгоджуються дії, а й встановлюються позитивні взаємини.
Теорії прийомів атракції вельми багатоманітні. Одні з них передбачали переважно її індивідуальні, внутрішні передумови, інші були засновані на механізмах спілкування, треті — на стадії його розвитку, четверті — на кінцевому результаті.
Протилежне — репульсія, відштовхування.